# رايلي بارسونز
رايلي بارسونز (بالإنجليزية: Riley Parsons)‏ هو لاعب سنوكر بريطاني، ولد في 5 مايو 2000.

## روابط خارجية
- رايلي بارسونز على موقع CueTracker.net (الإنجليزية)
- رايلي بارسونز على موقع بطولة العالم للسنوكر (الإنجليزية)